# Mont de Gourze
Le mont de Gourze est un sommet du plateau suisse. Culminant à 926 mètres d'altitude, il domine le lac Léman.

## Géographie
Le mont de Gourze se trouve au nord de Cully et Épesses au-dessus de Lavaux et du lac Léman. Il constitue l'une des dernières hauteurs du plateau suisse – avec le mont Pèlerin – avant que celui-ci ne plonge dans le lac.

## Tour
Au sommet se trouve la tour de Gourze, ancienne tour fortifiée servant aujourd'hui de point de vue panoramique. Sur cette tour se trouve un repère de triangulation géodésique.